# Stons murar

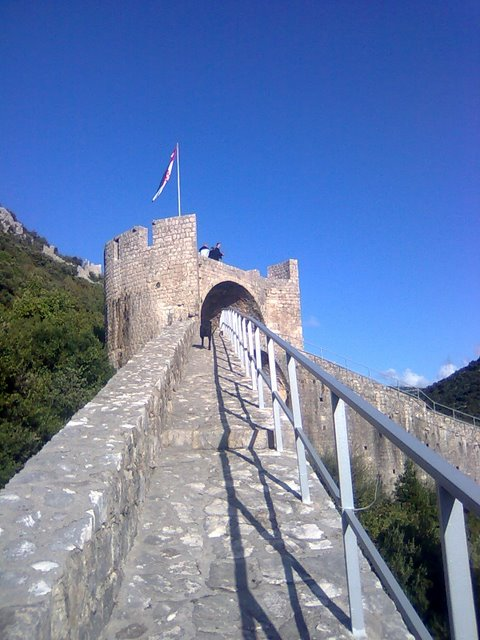
Del av Stons murar.

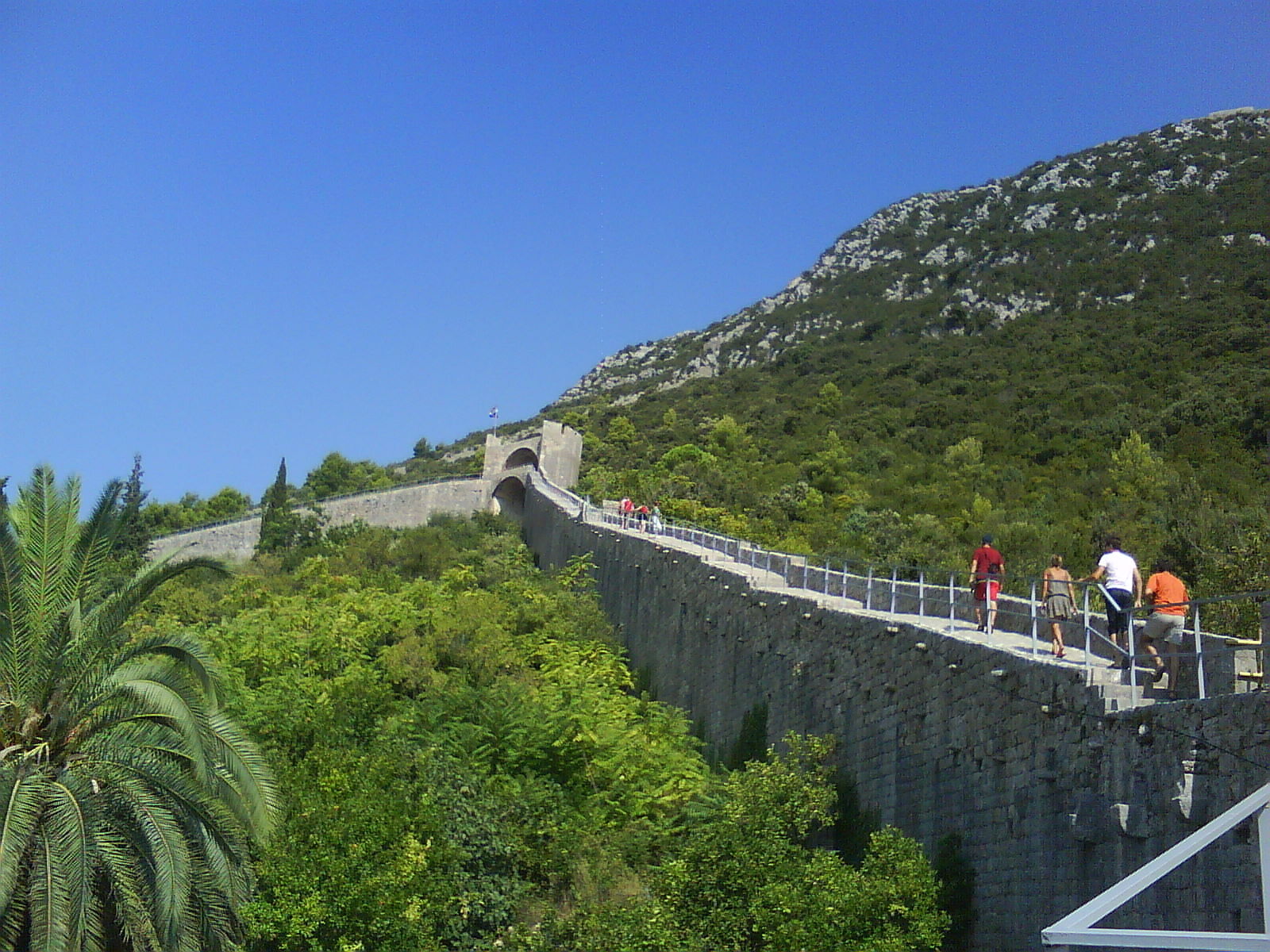
Del av Stons murar.

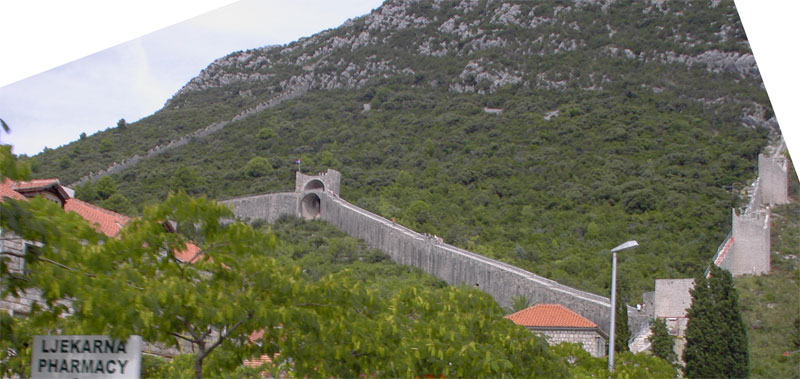
Del av Stons murar.

Stons murar (kroatiska: Stonske zidine) är en serie försvarsmurar vid Ston i landskapet Dalmatien i södra Kroatien. Murarna som dels omsluter Ston och Mali Ston samt sträcker sig emellan dessa två bosättningar på halvön Pelješac uppfördes under 1300-1400-talet och är 5,5 km långa. Murarna har totalt 41 torn, 7 bastioner och 3 fästningar vilket gör dem till en av de största försvarsverken vid Adriatiska havet. Stons murar är en turistattraktion och på grund av deras längd kallas de ibland för "Europas kinesiska mur". 2005 sattes Stons murar upp på Kroatiens tentativa världsarvslista.

## Historia
Sedan republiken Dubrovnik 1333 kommit att kontrollera Pelješac-halvön påbörjades uppförandet av en försvarsmur som skulle komma att skydda Ston. Stadens befintliga stadsmur förstärktes och en ny försvarsmur uppfördes mellan Ston och Mali Ston och drogs över Sankt Mikaels-berget.
Sedan republiken Dubrovnik fallit 1808 förlorade murarna sin militära betydelse och de började förfalla. Efter en kort fransk ockupation tillföll Dalmatien Österrike. De österrikiska myndigheterna tog bland annat material från murarna för att bygga skolor och andra byggnader men även för att uppföra en triumfbåge med anledning av den österrikiska kejsaren Frans Josefs besök 1874. Muren runt Mali Ston revs med förevändningen att den skadar hälsan hos lokalbefolkningen. Först efter andra världskriget 1945 stoppades murens förfall.
Under det kroatiska självständighetskriget 1991 liksom under jordbävningen 1996 skadades muren ånyo. Kroatiska myndigheter har därefter gjort flera insatser för att restaurera och bevara muren. Idag är Stons murar Pelješacs kanske främsta sevärdhet.

## Arkitektur
Vid uppförandet av Stons murar anlitades vid tiden framstående europeiska och lokala arkitekter, däribland Michelozzo di Bartolommeo och Juraj Dalmatinac.

### Fästningar
Till murarnas tre fästningar räknas;
- Veliki Kaštio
- Koruna
- Podzvizd

### Bastioner
Ston murar har sju bastioner. Dessa är Sokolić, Arcimon i Ston, Veliki Kaštios tre bastioner, Podzvizds bastion och Arcimon i Mali Ston.

### Fotnoter
1. 1 2 3 4  Citywallsdubrovnik.hr Arkiverad 20 november 2013 hämtat från the Wayback Machine. (kroatiska)
2. ↑  Radovinović, Radovan (1999), The Croatian Adriatic, s. 371, Naklada Naprijed, ISBN 953-178-097-8
3. ↑  Unesco.org (engelska)
4. ↑  Ston.hr - Stons turistförening (kroatiska)